# Веццано-суль-Кростоло
Веццано-суль-Кростоло (итал. Vezzano sul Crostolo) —  коммуна в Италии, в провинции Реджо-нель-Эмилия области Эмилия-Романья.
Население составляет 4197 человек, плотность населения составляет 113 чел./км². Занимает площадь 37 км². Почтовый индекс — 42030. Телефонный код — 0522.
Покровителем населённого пункта считается  святитель Мартин Турский. Праздник ежегодно празднуется 11 ноября.